# Nagy János László
Nagy János László (Vilshofen, Németország, 1945. október 4. – 2018. december 26.) magyar grafikus, fafaragó, főiskolai tanár.

## Életpályája
Családját 1947-ben a Beneš-dekrétumok alapján kitelepítették Magyarországra. 10 éves koráig Magyarországon, Móron élt. Szüleivel 1956-ban emigrált, és élete legnagyobb részét Kanadában élte le. Torontóban végezte el a Képzőművészeti Főiskolát, és hosszú éveken át grafikusként tevékenykedett.
Munkája mellett tíz éven át karikatúrázást tanított főiskolai szinten. Mint művész, sok féle médiumot próbált ki, végül a fafaragás mellett döntött.
48 év kanadai élet után feleségével, Sárival 2004 szeptemberében költözött vissza Felvidékre, Ógyallára.
Legszívesebben nagy formátumú, történelmi témájú domborműveket tervezett, illetve faragott, bár más témakörökben is járatos volt. Szívesen adta át tapasztalatait fiatal fafaragóknak is, mert így szakmai tudását megoszthatta, továbbadhatta egy új generációnak e művészeti műfaj életben tartása érdekében.